# Anatahan
Anatahan là một hòn đảo thuộc quần đảo Bắc Mariana trên Thái Bình Dương, và có một trong những ngọn núi lửa hoạt động mạnh nhất trong quần đảo. Mặc dù trước đây có người sinh sống nhưng hòn đảo này hiện không có người ở do thường xuyên có nguy cơ phun trào núi lửa . Anatahan nằm cách Farallon de Medinilla 60 kilômét (32 nmi) về phía tây bắc và Saipan 120 km (65 nmi) về phía bắc.